# Titularbistum Atella
Atella ist ein Titularbistum der römisch-katholischen Kirche.
Es geht zurück auf ein untergegangenes Bistum der antiken Stadt Atella in Kampanien.
| Titularbischöfe von Atella |                                              |                                                               |               |                   |
| Nr.                        | Name                                         | Amt                                                           | von           | bis               |
| 1                          | Giuseppe Ruotolo                             | emeritierter Bischof in Ugento-Santa Maria di Leuca (Italien) | 1968          | 11 Jun 1970       |
| 2                          | Vittorio Piola                               | Weihbischof in Novara (Italien)                               | 18. Juli 1970 | 15. Februar 1972  |
| 3                          | Decio Lucio Grandoni                         | Weihbischof in Foligno (Italien)                              | 22. Juli 1972 | 12. Dezember 1974 |
| 4                          | Clemente Riva IC                             | Weihbischof in Rom (Italien)                                  | 24. Mai 1975  | 30. März 1999     |
| 5                          | Luigi Bonazzi Titularerzbischof pro hac vice | Apostolischer Nuntius                                         | 19. Juni 1999 |                   |